# Rock 'N Roll
Rock & Roll - utwór zespołu The Velvet Underground wydany w 1973.

## Wersja The Runaways
Rock & Roll – drugi singel amerykańskiej grupy rockowej The Runaways.

## Wykorzystanie w kulturze masowej
Utwór pojawiał się w wielu filmach, między innymi w Rock And Roll High School oraz SLC Punk!.